# ディートリヒ・クラゲス
ディートリヒ・クラゲス（筆名 : ルドルフ・ベルク - Rudolf Berg）（ドイツ語: Dietrich Klagges、1891年2月1日 - 1971年11月12日）は、ナチス・ドイツの政治家。親衛隊大将。1933年から1945年までブラウンシュヴァイク自由州首相を務め、また、ナチ党指導者であるアドルフ・ヒトラーのドイツ国籍取得にあたった人物でもある。

## 経歴
クラゲスは、森林警備員の家に生まれた。小学校に通った後、ゾーストの大学で小学校教師としての試験を受け、1911年からボーフム近郊のハルペンで教員として働いた。第一次世界大戦が勃発すると、志願兵として出征したが、1916年に重傷を負い、兵役から除隊された。
軍から離れたクラゲスは、1921年頃より、民族主義、反民主主義、反ユダヤ主義文献の執筆活動を行い、新聞などに寄稿していた。

## ナチ党時代
1918年、クラゲスはドイツ国家人民党（DNVP）に入党し、1924年まで在籍していた。大戦が終わると、中学校の教師となった。DNVPから去った後、クラゲスはドイツ民族自由党（DVFP）に移籍していたが、1925年に国家社会主義ドイツ労働者党へ入党した（党員番号 7,646番）。
1926年から1930年に彼は中学校の教頭として勤務し、1928年から1930年まではナチ党の地区指導者を務めていた。また、1930年にクラゲスは、ナチ党での過激な活動のために教員資格を剥奪されている。以後、クラゲスはブラウンシュヴァイク自由州における党の宣伝部長及び弁士として積極的に活動することになった。
1931年3月1日に行われたブラウンシュヴァイク州での地方選挙において、ナチ党はドイツ社会民主党（SPD）とドイツ共産党（KPD）（合計28議席）に次ぐ第3勢力（10議席）にとどまった。
1931年1月1日、ブラウンシュヴァイク自由州の内務・教育大臣であり、ナチ党員でもあったアントン・フランツェンは、クラゲスを州の教育省の評議会に任命していたが、この処置に激しい批判をうけ、辞任を余儀なくされ、ナチ党議員団議長であるフランツ・グローも辞任した。
ブラウンシュヴァイクにおけるナチ党の影響力が危機に迫ったため、ヒトラー自ら介入し、第一党のDNVPに説得と恫喝を行い、その結果、クラゲスは1931年9月15日にブラウンシュヴァイク自由州の、内務・国民教育担当大臣に選出され、州政府の閣僚となった。クラゲスは、ナチ党による政権掌握の2年前の1931年に、ブラウンシュヴァイク州で初めて社民党員とユダヤ人に対する公職追放を布告していた。
1932年7月の国会選挙に立候補し当選している。

## ヒトラーのドイツ国籍取得
ヒトラーは1925年にオーストリアの市民権を放棄しており、それ以来無国籍者であった。ナチ党幹部らはあらゆる手段を駆使してヒトラーのドイツ市民権獲得に奔走していたが、こうした試みは1932年にブラウンシュヴァイクにおいて成功した。ブラウンシュヴァイク自由州はワイマール共和国内で唯一、ナチ党が政府に参画した地域であり、ヒトラーの「帰化」を独自の方式で取得できるようになっていた。
「国家および市民法第14条」に従い、この国籍取得に責任を負ったのは、ブラウンシュヴァイク市ではなく、ブラウンシュヴァイク自由州であった。自由州の内務・国家教育大臣であったクラゲスは、ブラウンシュヴァイク自由州の政府代表として、ヒトラーの国籍取得のためナチ党指導部から直接任命をうけた。
ナチ党宣伝指導者のヨーゼフ・ゲッベルスは、1932年2月4日付の日記で以下のように述べている。　
当初、クラゲスはブラウンシュヴァイク工科大学の教授職をヒトラーに与えようとしていた。このゲッベルスによる発案は、自由州議会のSPD議員団からの激しい抵抗を巻き起こし、最終的に失敗した。このヒトラーの国籍取得の試みは、政敵から嘲笑の的にされ、しばしばナチ党及びヒトラーへの風刺の対象となった。
DVPのハインリヒ・ヴェッセルは、ヒトラーをブラウンシュヴァイク州の公使館に勤務させるように提案した。同日、ベルリンのホテル・カイザーホーフにこの知らせが届き、ゲッベルスは「我々は月の彼方の住人だ」と日記に記している。
1932年2月25日、ヒトラーはベルリンのブラウンシュヴァイク公使館への就任宣誓を行い、同時にブラウンシュヴァイク自由州の市民権を受け取った。これにより、彼は国家と市民法に則りドイツ国籍の取得に成功することとなった。こうして、3月に行われる大統領選挙への立候補が可能となった。
ブラウンシュヴァイク公使館員としてのヒトラーの勤務は殆ど形式的なものであり、1933年2月16日、既に現職の首相となっていたヒトラーは、短い電報でブラウンシュヴァイク州へ公務員資格の解除を要求し、簡潔に処理が行われた。

### ヒトラーとの関係
この一連の出来事が、クラゲスの昇進やヒトラーとの関係にどのような影響を与えたかは不明ではあるが、ヒトラーは1945年1月にブラウンシュヴァイク州政府の公職獲得を政権獲得のための功績と評し「これにより、私は国に大きな利益をもたらした」と述べている。
クラゲスがナチ党指導部に特別に近かったことは、1937年2月にヒトラーから四カ年計画の解説者として任命され、州の外部にも影響力を有していたことから証明されていた。ナチ党の副総統官房の文書によれば、1940年代までクラゲスは何度かヒトラーに直接、意見具申を行うことが許されていたという。

## ナチス体制下
1933年のナチ党による政権掌握後、クラゲスは党顧問弁護士のハンス・フランクをはじめとする、ドイツ法律アカデミーの創設メンバーの1人となった。
1941年4月7日、アルフレート・ローゼンベルクは、ウクライナの国家弁務官統治区域（Reichskommissariat Ukraine）に『ドン＝ヴォルガ』区を設置し、クラゲスをその国家弁務官として任命するよう提案していたが、6月にローゼンベルクはこの案を変更し、その地域をウクライナ国家弁務官委員に委任した。結果、東部占領地域でのクラゲスの委任は破棄された。
クラゲスは1934年1月27日に親衛隊（SS）に入隊し（隊員番号 154,006）、第49SS連隊配属の「親衛隊名誉指導者」となった。その後10月1日にSS上級地区『北西』配属の特務指導者となり、1936年4月1日より親衛隊全国指導者幕僚に所属した。。1942年に親衛隊大将へ昇進した。また、1943年10月4日のポーゼンでの親衛隊指導者会議に出席し、親衛隊全国指導者ハインリヒ・ヒムラーによるユダヤ人問題の最終的解決を述べたポーゼン演説を聴講した。

## ブラウンシュヴァイクの統治者として

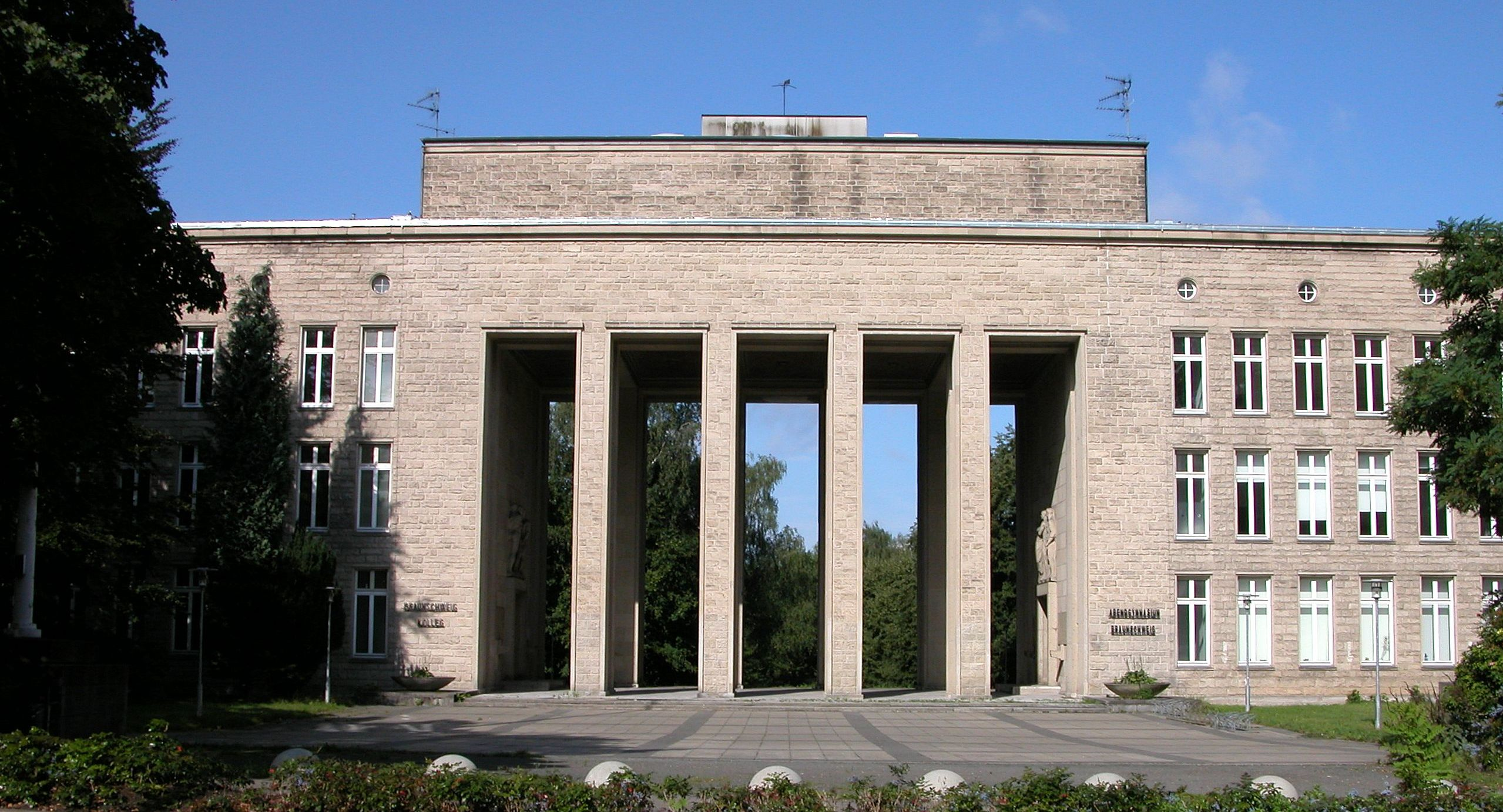
旧青少年指導アカデミーの校舎

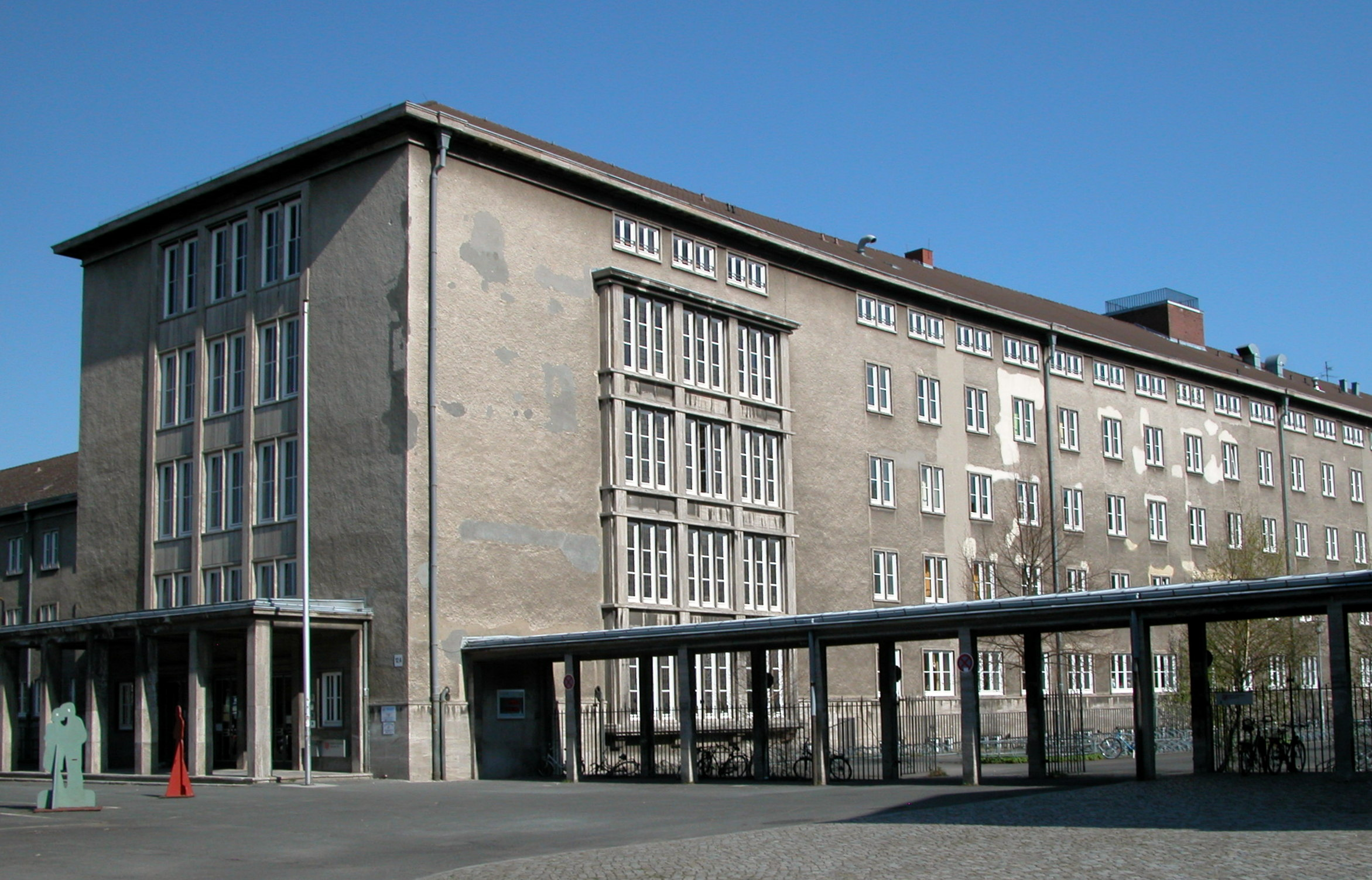
旧第2航空艦隊基地本部の建物

1933年5月6日、クラゲスはブラウンシュヴァイク州首相に任命された。就任後のクラゲスはブラウンシュヴァイクを、ナチズムの理想に基づいた模範的な都市へと再編するため、5月10日に、焚書を行った。クラゲスによるこの都市構想は、ブラウンシュヴァイクをベルリンの中央政府からできるだけ独立させ、クラゲス自身の「帝国」を確立することを目的としていた。ヒトラーは、ブラウンシュヴァイクを文化の中心地とみなしておりハノーファーの都市圏に吸収されることはないとクラゲスに保証していた。そのため、ブラウンシュヴァイク州は、戦後も存続することとなった。
クラゲスは、自らの権力を拡大させるためにハノーファー地域からの独立を目指し、新たな大管区の設置を計画していた。計画された「オストファーレン大管区（Gau-Ostfalen）」は、ブラウンシュヴァイク市を大管区都とし、クラゲス自ら大管区指導者となる予定であった。なお、この新大管区の設置は認められなかったが、これらの計画にあたって、クラゲスはブラウンシュヴァイクの中産層や商工会議所、教会から支持を集め、結果として、クラゲスはブラウンシュヴァイクの政治的・経済的発展に貢献することになった。
1933年6月、ディートリヒ・クラゲス街が設置された。彼は、青少年指導アカデミー、ドイツ航空実験所、ドイツ手工業者学校、ヒトラーユーゲント学校『ペーター・フリース』（Gebietsführerschule der Hitlerjugend „Peter Frieß“）、第2航空艦隊基地、国家狩猟場『ヘルマン・ゲーリング』（Reichsjägerhof „Hermann Göring“）、SS士官学校『ブラウンシュヴァイク』、SS上級地区『ミッテ』本部、ベルンハルト・ルスト高等学校（Bernhard-Rust-Hochschule für Lehrerbildung）など、党の重要な施設を次々と市内に建設した。
ブラウンシュヴァイクのインフラは、新しく建設されたアウトバーンとミッテルラント運河に接続していたことで恩恵を受けていた。また、ブラウンシュヴァイクは、ドイツ国防軍の再軍備の中心地となり、すぐ近くには、ヘルマン・ゲーリング国家工場やフォルクスワーゲン社の工場などが存在し、重要な産業拠点となっていた。

## クラゲスによる政治的弾圧
ナチ党の権力掌握以降、反体制派に対する最初の弾圧がブラウンシュヴァイクで行われ、その後、数年にわたってクラゲスによる政治的弾圧が続いた。

### ハンス・レイノフスキー

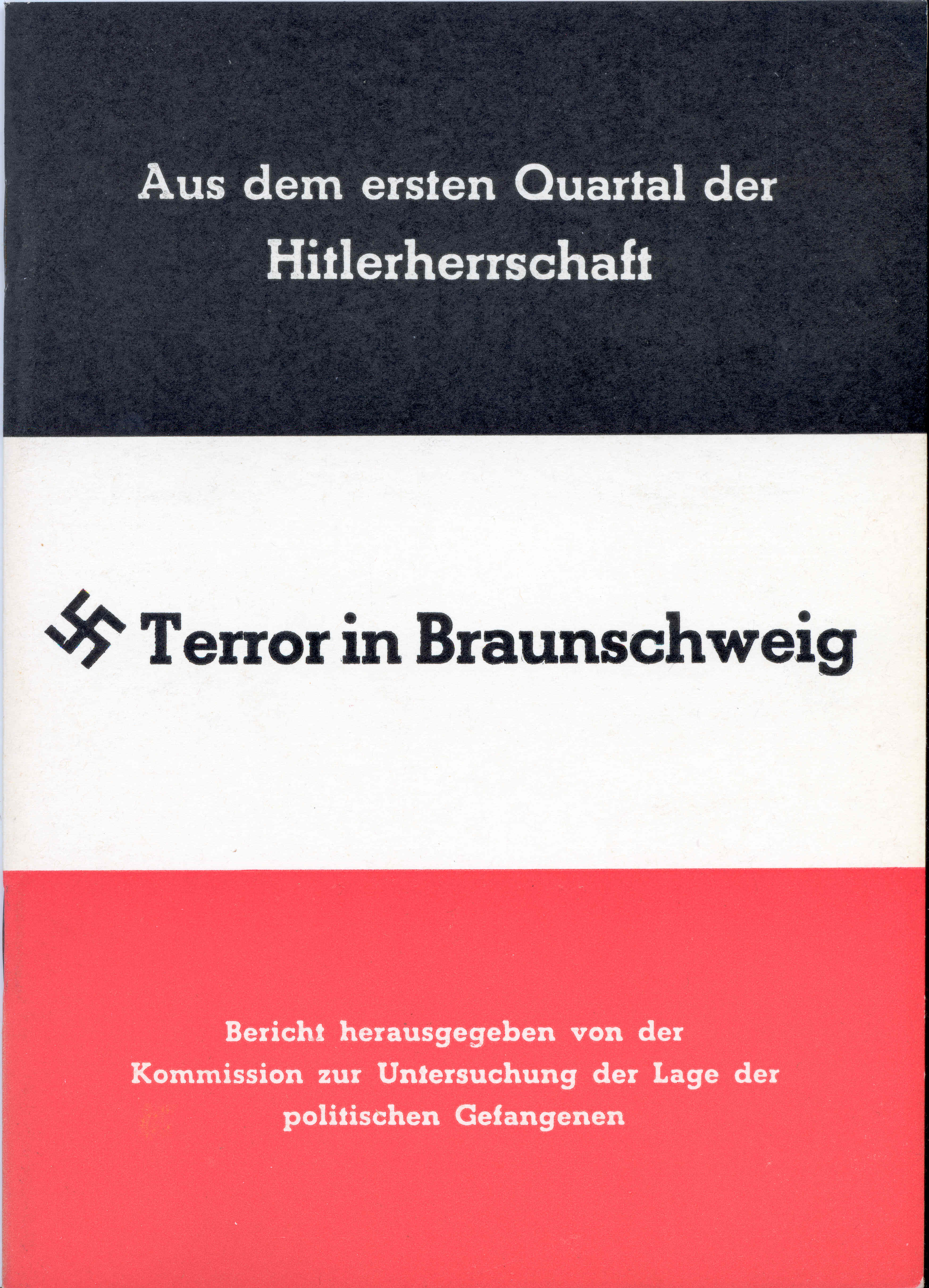
『ブラウンシュヴァイクにおけるテロル』のパンフレット

ハンス・レイノフスキーは1933年にドイツから逃亡し、それまでブラウンシュヴァイクのSPD地区書記を務めていたが、1933年にチューリッヒで30ページからなるパンフレット『ブラウンシュヴァイクにおけるテロル（Terror in Braunschweig）』を発行した。このパンフレットはドイツ語、英語、フランス語で同時翻訳された。このパンフレットは、ナチの残虐行為を告発した最も古いの文書の1つとされる。彼は、このパンフレットにおいて、とりわけブラウンシュヴァイクにおけるナチ党による政治的弾圧について説明している。
ブラウンシュヴァイクにおける政治的弾圧において、クラゲスは以下の犯罪に関与していた。

### リーゼベルクの殺害

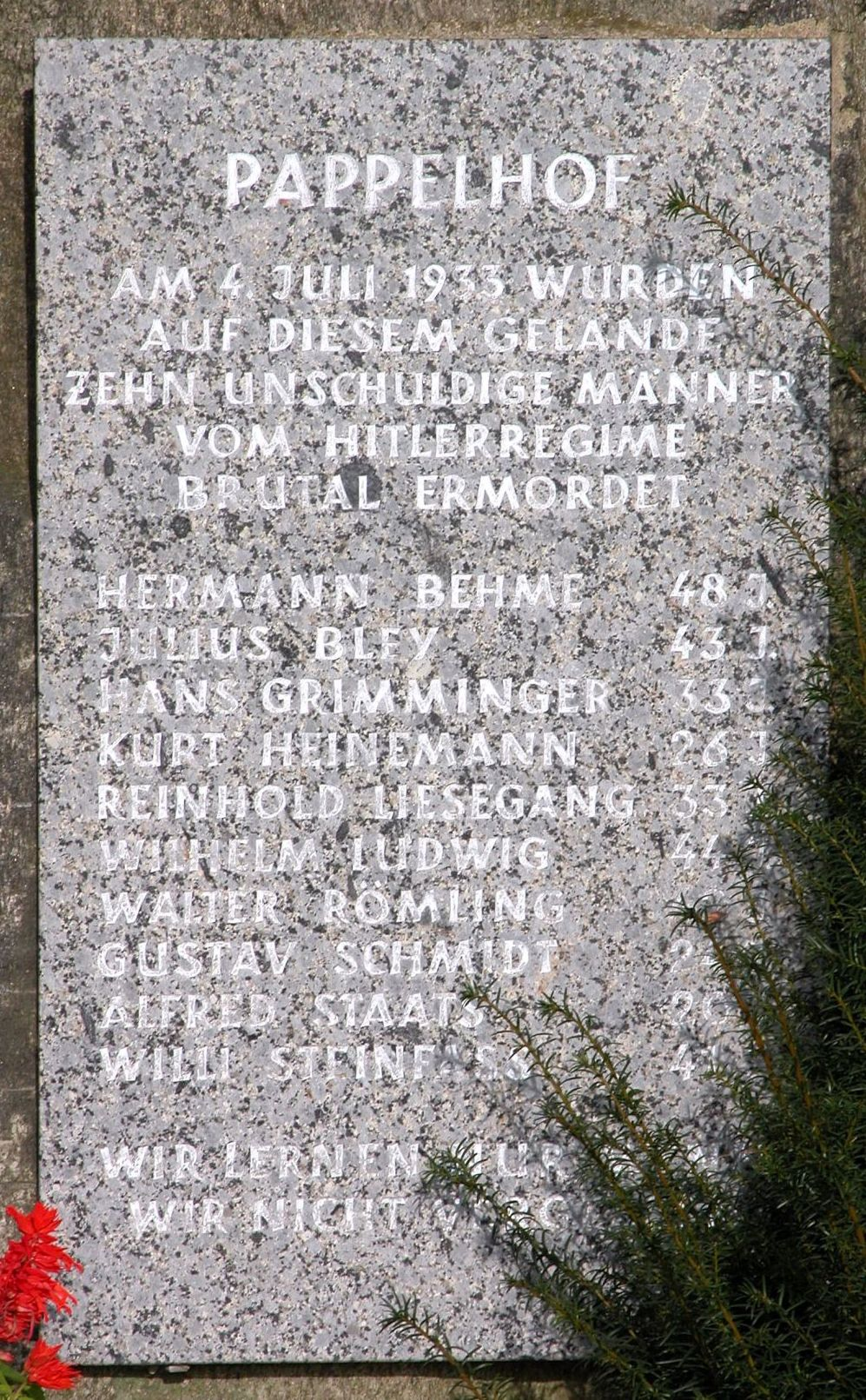
『リーゼベルクの犠牲者』のための記念碑

ナチ党の政権掌握の直後、クラゲスが設置した「突撃隊補助警察」は政敵の情報を収集、報告していた。クラゲスによる政治的摘発はB.フリードリヒ・アルパース（自由国家の財務および法務大臣）とフリードリヒ・イェッケルン（ゲシュタポとブラウンシュヴァイクの警察長官）が主導し、労働組合員、SPD、KPD党員のみならず、ユダヤ人に対しても弾圧が仕向けられた。これらは並外れた残忍さで悪名を轟かせており、クラゲスは少なくともこれらの弾圧による死亡事件に責任があった。

### エルンスト・ベーメ

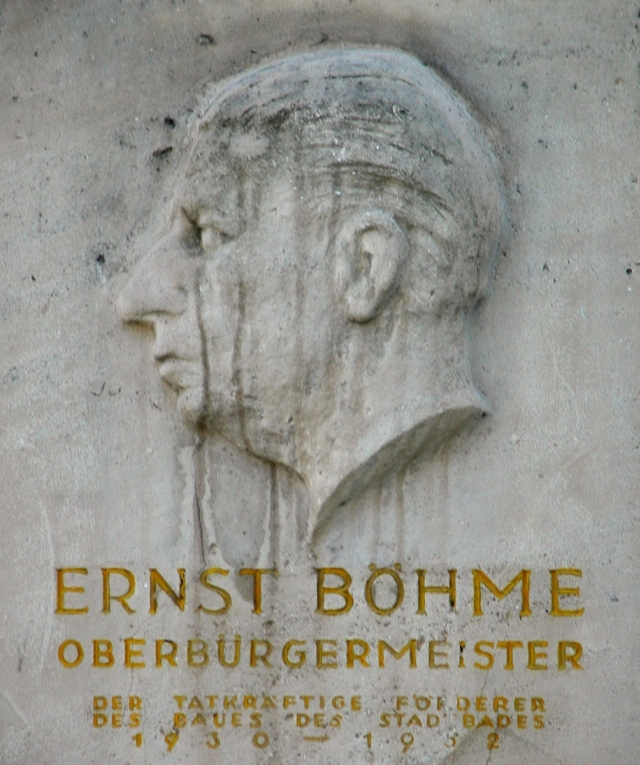
ベーメのレリーフ

弁護士でSPD党員のエルンスト・ベーメは、1929年から1933年まで、民主的に選出されたブラウンシュヴァイクの議員であったが、ナチ党の権力掌握後、彼はクラゲスによる弾圧にさらされることになった。1933年3月13日、彼はベーメの解任を命じナチ党が「保護拘置所」と呼んだ一般保険会社の建物へ連行された。しかし、同じくクラゲスに迫害された元ブラウンシュヴァイク首相のハインリヒ・ヤスパーの尽力により、ベーメはすぐに釈放された。
しかし、ベーメは再び逮捕され、SPDのかつての出版社が存在した建物に連行され、拷問を受けた。彼の釈放後、ベーメはブラウンシュヴァイクを去り、彼は1945年に戻った。
戦後、1945年6月1日、ベーメは、ブラウンシュヴァイク市長に任命され、1948年12月17日まで職務についた。

### ハインリヒ・ヤスパー

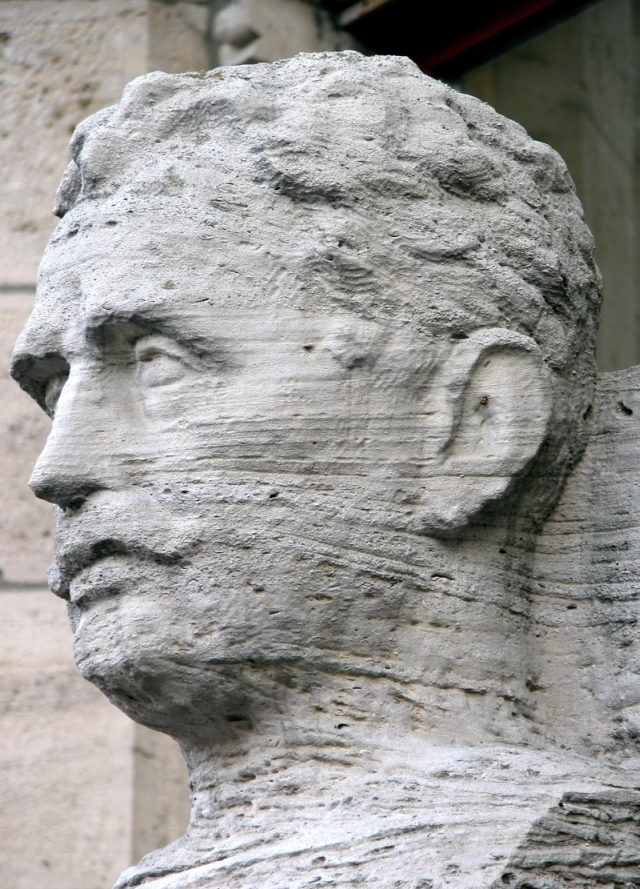
ハインリヒ・ヤスパーの胸像

ハインリヒ・ヤスパーは弁護士であり、SPDの党員であった。クラゲスの扇動により、ヤスパーは1933年3月17日に「保護拘留所」へ移され、議員職の放棄を強要するため拷問を受けたが、ヤスパーはそれを拒否した。その後、彼はSPD出版社の建物に連行され、4月19日の仮釈放までさらに拷問を受けた。
1933年6月26日、彼は再び逮捕され、ダッハウ強制収容所へ連行された。ダッハウ強制収容所からは、1939年に釈放された。その後、ヤスパーはブラウンシュヴァイクに戻ったが、常にゲシュタポの監視下にあった。
1944年7月20日のヒトラー暗殺未遂事件が起こると、暗殺に関与したとして、1944年8月22日に逮捕され、いくつかの強制収容所に送られた後、1945年2月にベルゲン・ベルゼン強制収容所に連行され、2月19日にチフスにより亡くなった。

### アウグスト・メルゲス
アウグスト・メルゲスは様々な左翼政党に属し、かつての、ブラウンシュヴァイクにおける11月革命の主要人物であり、ブラウンシュヴァイク社会主義共和国の首相を務めた経歴を持っていた。1933年以降、政治活動から撤退し、ナチ政権に対する地下活動に関与するようになった。

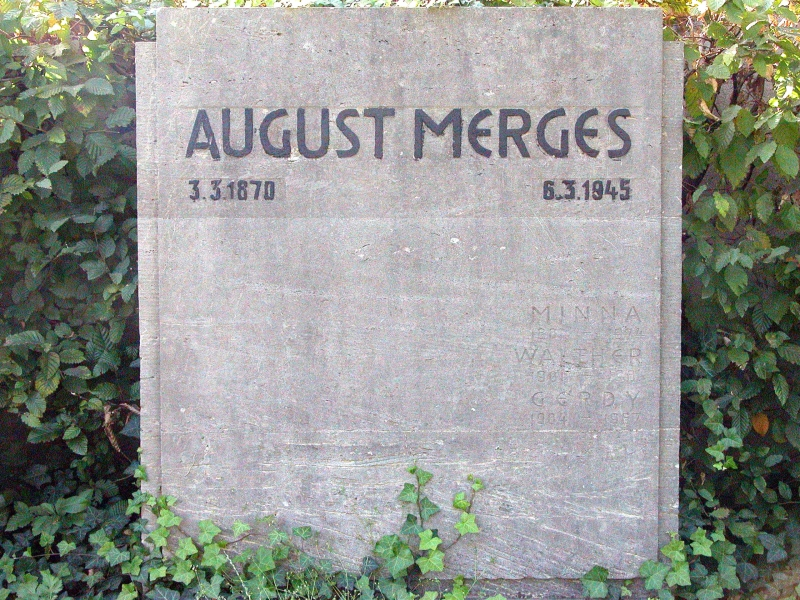
ブラウンシュヴァイクの墓地にあるメルゲスの墓

1935年4月、彼は他のレジスタンスと共に逮捕され、拷問を受けた。彼は有罪判決を受け収監されたが、1937年に釈放された。しかし、クラゲスの扇動により、再び逮捕され、「保護拘留所」へ収監された。
マージが解放された後、ゲシュタポは彼を繰り返し捕らえ、短期間投獄した。その後、度重なるゲシュタポの拷問により亡くなった。

### 鉄兜団事件
いわゆる「鉄兜団事件」と呼ばれた、ブラウンシュヴァイクにおけるナチ党による他党派への一斉検挙は、1933年3月27日に行われた。当時、ナチ党によって解散させられていた社民党系の準軍事組織である国旗団の元団員は、ナチ党と協力関係にあった保守派の鉄兜団との合意の下、鉄兜団傘下の組織に受け入れられていた。
当時まだブラウンシュヴァイクの内務大臣だったクラゲスは、この実態を知り、突撃隊、親衛隊、警察を派遣し、一斉検挙を命じた。この弾圧により、約1,400人近くが逮捕され、多くの者が虐待を受けた。結果、ブラウンシュヴァイクにおける国旗団と鉄兜団は完全に解散されることになった。

### ユダヤ人の強制移送
1941年1月21日から、クラゲスはブラウンシュヴァイクのユダヤ人を強制収容所に移送させていた。1944年には、約91,000人の強制労働者がおり、クラゲスの支配するブラウンシュヴァイクは、ナチス・ドイツ国内で最も労働収容所が密集した地域となっていた。1945年4月12日、アメリカ軍がブラウンシュヴァイクを占領し、61,000人の囚人を収容所から解放した。

## 終戦と戦後
ブラウンシュヴァイク市が米第9軍の第30歩兵師団に占領された翌日、クラゲスは1945年4月13日にアメリカ対敵諜報部隊（CIC）によって逮捕され、1946年のビーレフェルトでの軍事法廷でSS指導者としての罪により、懲役6年の判決をうけた。
1950年にブラウンシュヴァイクに赴任してきたフリッツ・バウアー検事は、1960年代のフランクフルト・アウシュビッツ裁判でも検察として活躍し、1950年4月4日にナチ政権下でのブラウンシュヴァイクの政府首班による犯罪について、通常の刑事裁判でクラゲスに終身刑が言い渡されることに大きな役割を果たした。
クラゲスに終身刑が言い渡されたのはこれが初めてだったが、連邦最高裁は早くも1952年にこの判決を覆している。殺人、拷問、自由剥奪などに関与したこと、あるいはこれらの共同謀議が証明された第2審では、クラゲスの懲役刑は15年に減刑された。クラゲスは、自分は事務的な職務についていただけなので何も知らなかったと主張し、ナチスによる政治テロの実態については部下に騙されていた、と弁明している。
1955年に、クラゲスの妻は釈放を二度、申請したがいずれも却下された。しかし、1957年に刑期の服役を満たしたとされ、クラゲスは釈放された。その後、クラゲスは妻と共にバート・ハルツブルクへ移住し、1971年に亡くなるまで、右翼団体の著者として活動し、ニーダーザクセン州のネオナチ団体に関与していた。

## 子孫
クラゲスのひ孫は、ブラジル人テニスプレイヤーのチアゴ・ザイボチ・ヴィウチである。

## 栄典
- 戦傷章（黒章）
- 剣付名誉十字章
- 黄金党員名誉章
- ナチ党勤続章
  - 勤続10年銅章
  - 勤続15年銀章
- 柏付黄金ヒトラーユーゲント名誉章（ドイツ語版）
- 古参党員名誉袖章（ドイツ語版）（1942年2月）
- ブラウンシュヴァイク（1933年）、バート・ハルツブルク、ヴォルフェンビュッテル（1940年）名誉市民章
- 名誉SS短剣（ドイツ語版）
- 親衛隊全国指導者名誉長剣
- 親衛隊名誉リング
- SSユール燭台（ドイツ語版）
- 戦功十字章
  - 1級
  - 2級
- 馬術章（ドイツ語版）
  - 銀章
  - 銅章